# 아브로스 브로티페리 (영국 의회 선거구)
아브로스 브로티페리 (Arbroath and Broughty Ferry)는 영국 의회의 선거구이다. 2024년 총선에서 신설되었으며 현 지역구 의원은 스코틀랜드 국민당의 스티븐 게틴스이다. 게틴스 의원은 2015년부터 2019년까지 노스이스트파이프의 지역구 의원이었다.
선거구 명칭은 앵거스 의회구역의 아브로스 마을과 던디시 교외의 브로티페리를 뜻한다.

## 경계
2024년 총선에 앞서 확정된 2023년 웨스트민스터 선거구 정기심의 결과에 따라 관할구역은 다음과 같이 배정되었다 (2020년 12월 1일 기준).
- 앵거스 의회구역의 아브로스이스트 루넌, 아브로스웨스트, 레섬 프리오카임, 카누스티 디스트릭트 / 던디 시의회의 노스이스트, 더페리
- 앵거스 의회구역의 모니피스 사이들로 일부 지역 (A90도로 동쪽 구역) / 던디 시의회의 이스트엔드 일부 구역 (더글라스 앵거스)[1]

던디시 일대와 모니피스, 카누스티 마을은 선거구 개편 이전에는 던디이스트 선거구에, 아브로스 일대 지역은 앵거스 선거구에 속했다.

## 선거

### 2020년대
|  | 35.3% |

|  | 33.4% |

|  | 15.5% |

|  | 8.6% |

|  | 5.1% |

|  | 1.6% |

|  | 0.5% |

### 2010년대
| 2019년 총선 예상 결과 | 2019년 총선 예상 결과 | 2019년 총선 예상 결과 | 2019년 총선 예상 결과 |
| 정당                  | 정당                  | 득표                  | %                     |
| --------------------- | --------------------- | --------------------- | --------------------- |
|                       | 스코틀랜드 국민당     | 26,550                | 50.9                  |
|                       | 보수당                | 15,773                | 30.3                  |
|                       | 노동당                | 5,321                 | 10.2                  |
|                       | 자유민주당            | 4,168                 | 8.0                   |
|                       | 무소속                | 312                   | 0.6                   |
|                       |                       |                       |                       |
| 우위득표              | 우위득표              | 10,777                | 20.7                  |
| 투표율                | 투표율                | 52,124                | 67.9                  |
| 유권자                | 유권자                | 76,810                |                       |